# Scheitelteich
Der Scheitelteich oder Grenzteich (tschechisch: Pomezní rybník) ist ein künstlich angelegtes Staugewässer direkt auf der Staatsgrenze Deutschland–Tschechien im Landkreis Wunsiedel im Fichtelgebirge, zwei Kilometer östlich vom Markt Schirnding, direkt am Grenzübergang. Die Staatsgrenze verläuft mitten durch den Teich, sodass das Staugewässer grundstücksmäßig jeweils etwa zur Hälfte zu Deutschland und zu Tschechien gehört.
Gespeist wird der Teich durch den Grenzbach, der früher Raitschenbach und auch Reitschenbach hieß. Der Bachlauf ist ein rechter Nebenbach der Röslau, die in die Eger mündet.

## Name
Der Teichname stellt klar, dass das Staugewässer grundstücksmäßig durch den Grenzverlauf in der Mitte geteilt ist wie durch einen Scheitel.

## Naturschutz
Der Scheitelteich ist seit 1990 auf dem tschechischen Areal als Naturschutzgebiet Pomezní rybník ausgewiesen. Hinweisschilder in tschechischer und deutscher Sprache sind aufgestellt. Sumpfkalla (Calla palustris) und der Rundblättrige Sonnentau (Drosera rotundifolia) sowie neun seltene Libellenarten und der Kammmolch kommen dort vor.

## Karten
- Topografische Karte des Bayerischen Landesvermessungsamtes, Maßstab 1:25.00, Nr. 5939 Waldsassen
- Fritsch Wanderkarte, Maßstab 1:35.00, Nr. 106 Selb-Schönwald
- ASSKO a CHEBSKO 1:50.000 des Klub Ceskych Turistu